# ألكيل

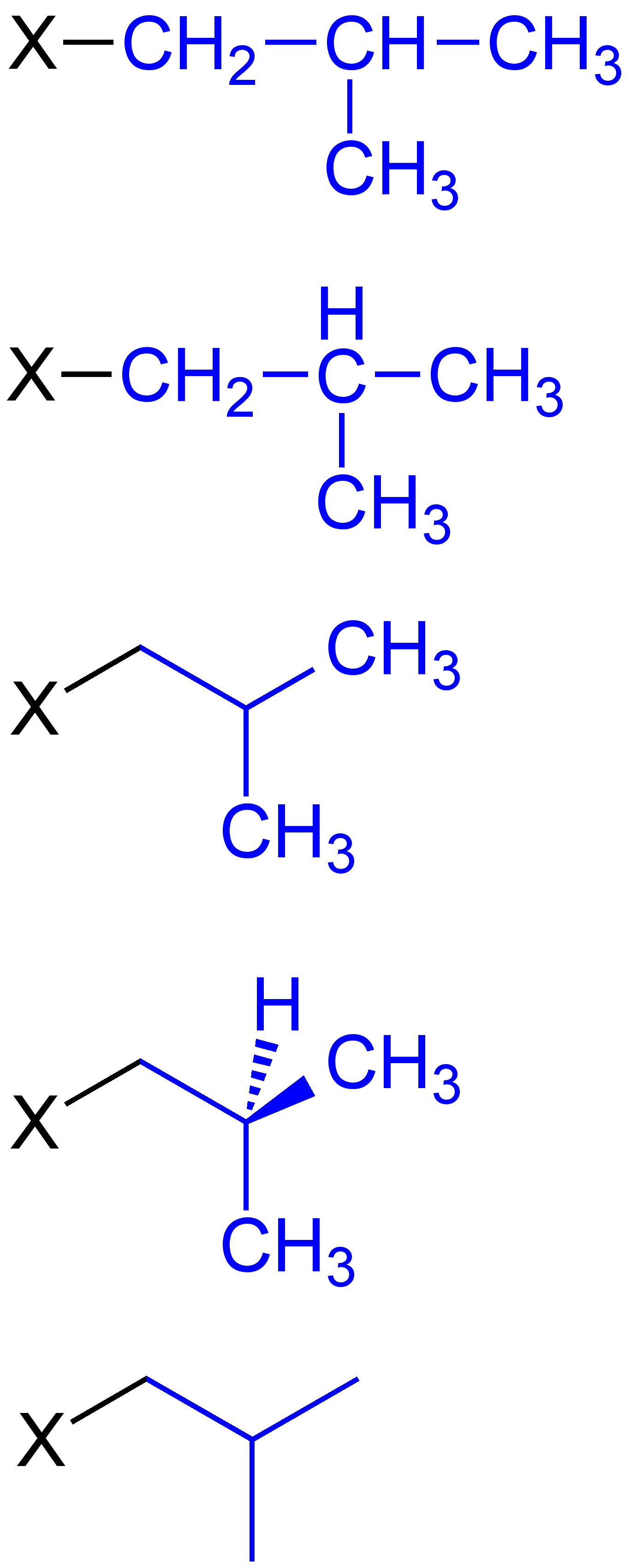
Alkyl group أمثلة لألكيلات

الألكيل هو جذر وحيد التكافؤ يحتوى على ذرات كربون وهيدروجين فقط، مرتبين في شكل سلسلة. وتكوُن الألكيلات سلسلة متجانسة ولها المعادلة العامة CnH2n+1. والامثلة للألكيلات تتضمن الميثيل، CH3 (مشتق من الميثان CH4), و«البيوتيل» C4H9 (مشتق من البيوتان). ولا تتواجد الألكيلات بمفردها ولكن تتواجد كجزء من سلسلة كربونية متفرعة أكبرلجزيء عضوي. وفي حالة تواجد الألكيلات بمفرده فإنها تكون على شكل جذر حر وتكون نشيطة للغاية.

## بناء الألكيلات
بناء الألكيلات هو نفس بناء الألكان المقابل الذي له سلسلة مستقيمة، ولكن أقل منه بذرة هيدروجين. فمثلا، الشكل التالي يمثل الميثيل وهو أصغر الألكيلات:
الألكيلات من الجذور نظرا لأن ثلاثة إلكترونات فقط من إلكترونات التكافؤ الأربعة يتم استخدامها في الروابط في ذرة من ذرات الكربون.
وحيث أنها جذور، فإن الألكيلات تتواجد كجزء من جزيئات أكبر. ويمثل الجذر في المعادلات بصفة عامة بالرمز R (وهي اختصار لكلمة Rest) وهذا موضح في المعادلة العامة للإستر في الشكل القادم:
وفي عديد من الحالات تمثل R الالكيل، بالرغم من انها يمكن أن تمثل أي جذر.

## تفاعلات الألكيلات
الألكيلات غير المرتبطة تكون جذور حرة، وبالتالى لا تتواجد إلا كمركبات وسيطة لحظية أثناء التفاعلات، وسرعان ما ترتبط بأي شيء لتفقد الإلكترون غير المزدوج.
ومثال لتكون الألكيلات اللحظي هو عملية الكلورة. فهذا التفاعل يتضمن وجود جذور حرة من الكلور، تتكون من الانحلال الضوئي، وتتفاعل مع الجزيء العضوي، وغالبا ما يكون ألكان. وترتبط الجذور الحرة للكلور مع الهيدروجين من الألكان لتكوين حمض الهيدروكلوريك، وتترك الألكان في حالة جذر حر، يرتبط بالكلور لتكوين النواتج، كلورو ألكان. وهذا التفاعل نشيط للغاية ويمكن أن يسبب انفجارات إذا لم يتم أخذ الاحتياطات اللازمة.

## تسمية الألكيلات
تسمية الألكيلات يشابه تسمية الألكانات. ولكن تكون اللاحقة «-يل». والبادئة تكون معتمدة على عدد ذرات الكربون الموجودة في الجزيء. وهذا يتم بنفس النظام المتبع في الألكانات، كما بالجدول القادم (مأخوذ من تسمية IUPAC):
| عدد ذرات الكربون | 1    | 2   | 3    | 4   | 5    | 6   | 7    | 8   | 9   | 10  | 11    | 12    |
| البادئة          | Meth | Eth | Prop | But | Pent | Hex | Hept | Oct | Non | Dec | Undec | Dodec |

فمثلا، الثلاث ألكيلات الأولى تسمى ميثيل، إيثيل، بروبيل.
وهذه الأسماء تستخدم لتسمية السلاسل المتفرعة، فمثلا، 3-ميثيل بينتان:
فبناء 3-ميثل بينتان يتكون من جزئين. الأول هو أطول سلسلة مستقيمة من ذرات الكربون، 5 ذرات كربون بدون روابط غير مشبعة، وعلى هذا تسمى بينتان. الجزء الثاني هو مجموعة الألكيل، الميثيل. ويتم إدراج أسماء مجموعات الألكيل قبل أي أي شيء آخر. ونظرا لأنه من الممكن أن يكون مكان الألكيل على أي ذرة من ذرات الكربون فإن ترتيب ارتباط الألكيل في السلسة يتم ذكره قبل اسم الألكيل ليصبح 3-ميثيل بيناتن.
وفي حالة تواجد أكثر من مجموعة ألكيل متماثلة، فإن الاسم يصبح مختلف قليلا فمثلا، 3,3,2-ترايميثيل بينتان.
وفي هذا المثال يوجد ثلاث مجموعات ألكيل متشابهة مرتبطة لذرات الكربون رقم 2, 3, 3. وبالتالي يتم ذكر أماكن اتصال مجموعات الألكيل بالسلسلة، والكلمة «تراي» لتوضيح أن هناك ثلاث مجموعات ألكيل متشابهة. وفي حالة أن مجموعة الميثيل المرتبطة بالكربون رقم 2 كانت مجموعة إيثيل، فيكون الاسم 2-إيثيل-3,3-دايميثيل بينتان. وهنا يجب ملاحظة أنه في حالة تواجد مجموعات ألكيل مختلفة يتم كتابتها طبقا للترتيب الأبجدي.